# Menconico
Menconico är en ort och kommun i provinsen Pavia i regionen Lombardiet i Italien. Kommunen hade 358 invånare (2018).